# Karl Nef
Karl Nef (* 22. August 1873 in St. Gallen; † 9. Februar 1935 in Basel) war ein Schweizer Musikwissenschaftler.

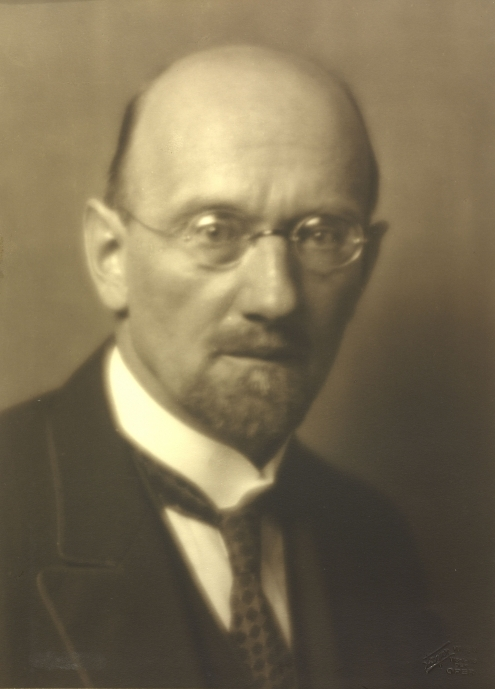
Aufnahme von Georg Fayer (1927)

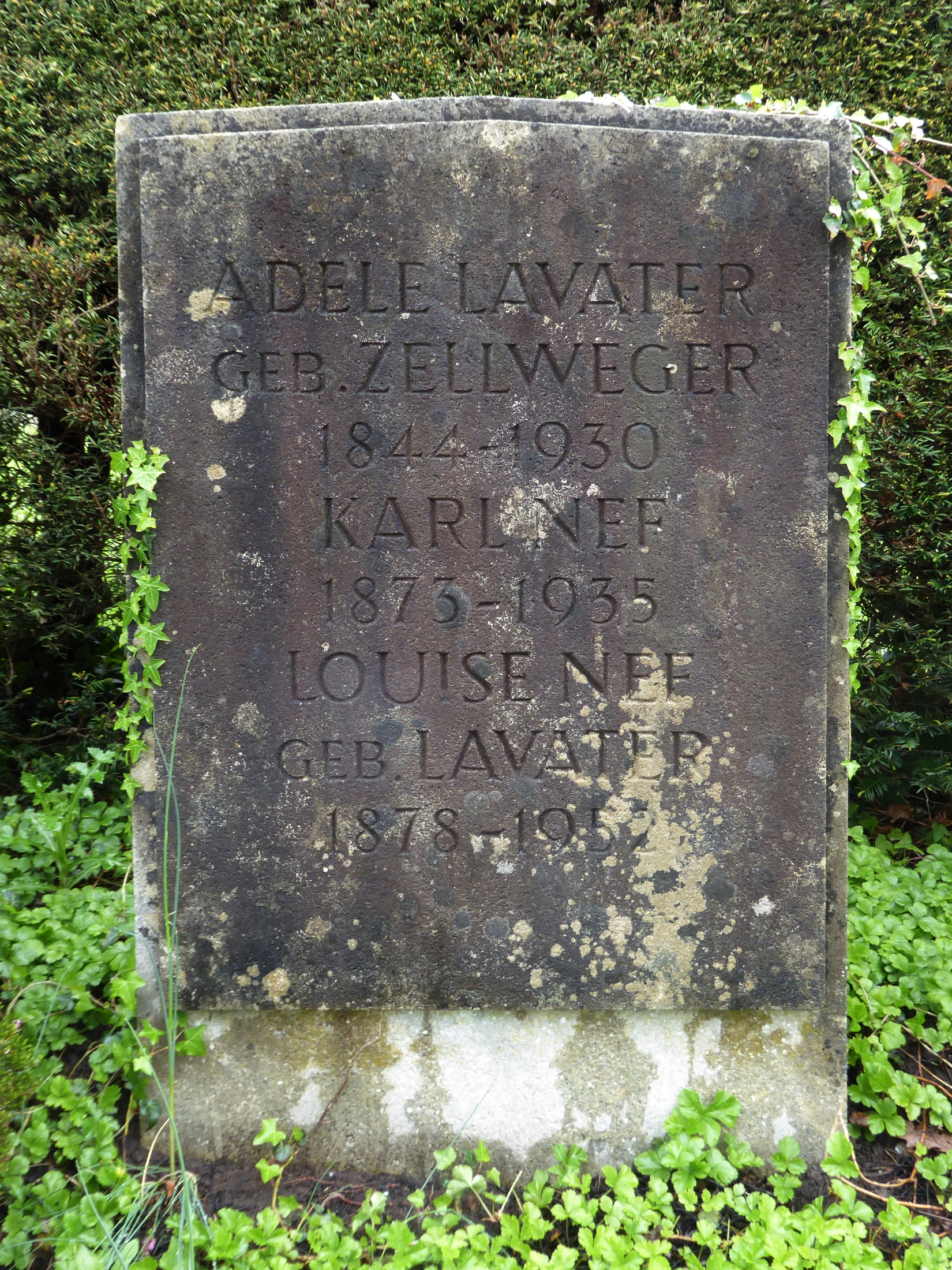
Grab auf dem Friedhof am Hörnli

## Leben und Werk
Karl Nef war ein Sohn des Johann Jakob Nef (1839–1906) und der Anna Katharina, geborene Zähner. Sein Bruder war Johann Georg Nef. Karl Nef studierte zunächst Cello am Leipziger Konservatorium, wandte sich dann aber unter dem Einfluss von Hermann Kretzschmar der Musikwissenschaft zu. 1896 erschien seine Dissertation "Die Collegia Musica in der deutschen reformierten Schweiz von ihrer Entstehung bis zum Beginn des neunzehnten Jahrhunderts. Mit einer Einleitung über den reformierten Kirchengesang und die Pflege der Profanmusik in der Schweiz in den frühern Zeiten" in der Zollikofer'sche Buchdruckerei St. Gallen. 1897 siedelte er nach Basel über und arbeitete dort zunächst als Redaktor bei der Schweizer Musikzeitung sowie als Musikreferent bei den Basler Nachrichten.
An der Universität Basel baute er im Verlaufe der Jahre das Musikwissenschaftliche Institut auf; nach der Habilitation 1900 wurde Nef erst 1909 zum Extraordinarius und schliesslich 1923 zum Ordinarius berufen. Sein Nachfolger als Institutsleiter wurde Jacques Handschin.
Karl Nef war seit 1917 mit Sophie Louise, geborene Lavater (1878–1952) verheiratet und fand seine letzte Ruhestätte auf dem Friedhof am Hörnli.

## Werke
- Die Collegia musica in der deutschen reformierten Schweiz von ihrer Entstehung bis zum Beginn des neunzehnten Jahrhunderts. St. Gallen 1896 (bib-bvb.de).
- Die Stadtpfeiferei. Eine Skizze aus dem Musikleben der Vergangenheit. In: Schweizer Illustrierte. Band 7, 1903, S. 540–545 (Digitalisat) und (Digitalisat).
- Bachs Verhältnis zur Klaviermusik. In: Bach-Jahrbuch. Band 6, 1909, S. 12–26 (qucosa.de).